# Verwaltungsgliederung São Tomé und Príncipes
Die Verwaltungsgliederung São Tomés und Príncipes ist die vertikale administrative Struktur der Republik São Tomé und Príncipe.

Die sieben Distrikte São Tomé und Príncipes

## Geschichte
Seit Entdeckung und Inbesitznahme durch die Kolonialmacht Portugal im Jahr 1471 (São Tomé) und 1472 (Príncipe) standen die beiden Inseln unter portugiesischer Verwaltung. Bis zur Unabhängigkeit des Landes nach der Nelkenrevolution 1974 in Portugal war die Kolonie in die beiden Kreise (Concelhos) São Tomé und Príncipe eingeteilt, die sich in eine Reihe Gemeinden (Freguesias) unterteilten.
Zwei Jahre nach der Unabhängigkeit 1975 wurden zwei Provinzen mit insgesamt sechs Distrikten eingerichtet: die Provinz São Tomé mit den Distrikten Água Grande, Cantagola, Caué und Lembá sowie die Provinz Príncipe mit den Distrikten Pagué und Picão. Mit der neuen Verfassung von 1990 wurden die Provinzen abgeschafft. Seit 1995 ist Príncipe eine Autonome Region.

## Struktur
São Tomé und Príncipe besteht aus sieben Distrikten, wobei der Distrikt Pagué deckungsgleich mit der Autonomen Region Príncipe ist. Die übrigen sechs Distrikte liegen auf der Insel São Tomé.
| Lage | Verwaltungseinheit                       | Fläche    | Einwohner (Zensus 2012) | Einwohner (Projektion 2020) | Hauptstadt             | ISO-3166-2-Code | Anmerkungen                                                                             |
| ---- | ---------------------------------------- | --------- | ----------------------- | --------------------------- | ---------------------- | --------------- | --------------------------------------------------------------------------------------- |
|      | Distrikt Água Grande                     | 16,9 km²  | 69.772                  | 80.900                      | São Tomé               | ST-01           | Água Grande ist der kleinste, jedoch der bevölkerungsreichste der sieben Distrikte.     |
|      | Distrikt Cantagalo                       | 119,0 km² | 17.169                  | 20.200                      | Santana                | ST-02           |                                                                                         |
|      | Distrikt Caué                            | 267,0 km² | 6.062                   | 7.500                       | São João dos Angolares | ST-03           | Der Distrikt Caué ist größtenteils von Wald bedeckt und nur schwer zugänglich.          |
|      | Distrikt Lembá                           | 229,5 km² | 14.676                  | 16.900                      | Neves                  | ST-04           | In Lembá befindet sich der höchste são-toméische Berg, der 2024 m hohe Pico de São Tomé |
|      | Distrikt Lobata                          | 105,0 km² | 19.414                  | 22.900                      | Guadalupe              | ST-05           |                                                                                         |
|      | Distrikt Mé-Zóchi                        | 122,0 km² | 44.763                  | 53.000                      | Trindade               | ST-06           |                                                                                         |
|      | Autonome Region Príncipe/ Distrikt Pagué | 142,0 km² | 7.344                   | 8.800                       | Santo António          | ST-P            |                                                                                         |

## Nachweise
1. ↑  Carlos Nunes Silva (Hrsg.): Governing Urban Africa, Palgrave Macmillan/Springer Nature 2016, S. 35–36
2. ↑  Ana Maria Luciano Barreira: Cooperação Descentralizada Príncipe – Portugal: Eficiência da Existência de Redes de Cooperação, Universidade Técnica de Lisboa 2010, S. 42–43
3. ↑  Instituto Nacional de Estatística, abgerufen am 27. November 2020
4. ↑  São Tomé and Príncipe. Abgerufen am 9. Januar 2021.